# Habib Dalladżi
Habib Dalladżi, Habib Dallagi (arab. حبيب دلاجي; ur. 15 stycznia 1941 w Susie) – tunezyjski strzelec, olimpijczyk.
Uczestniczył w Letnich Igrzyskach Olimpijskich 1960 w Rzymie. Startował tylko w konkurencji strzelania z karabinu małokalibrowego w pozycji leżącej z 50 m, w której odpadł w kwalifikacjach (zajął w nich 81. miejsce – piąte od końca).

## Wyniki olimpijskie
| Igrzyska | Konkurencja                       | Wynik                                        | Miejsce    | Źródło |
| -------- | --------------------------------- | -------------------------------------------- | ---------- | ------ |
| IO 1960  | Karabin małokalibrowy leżąc, 50 m | Kwalifikacje – 353 punkty (86-90-88-89) (NQ) | 81 (na 85) | [ 2 ]  |